# Damià Pons
Damià Pons i Pons (Campanet, 1950) es un escritor, profesor universitario y político español, militante del Partido Socialista de Mallorca.
Entre 1995 y 1999 fue Consejero de Cultura y Patrimonio en el Consejo Insular de Mallorca. Entre 1999 y 2003 fue consejero de Educación y Cultura del Gobierno Balear presidido por Francesc Antich, en el que se llamó Pacto de progreso. Actualmente es profesor de literatura catalana contemporánea en la Universidad de las Islas Baleares.

## Obra

### Poesía
- Territori d'incògnites. Lluchmayor, Ed. Atàviques.
- Mapa del desig. Campos, Guaret, 1977.
- Els mapes del desig. Palma de Mallorca, Moll, 2001.

### Crítica literaria y ensayo
- Ideologia i cultura a Mallorca. Palma de Mallorca, Lleonard Muntaner Editor, 1998.
- El Diari "La Almudaina" en l'època de Miquel dels Sans Oliver. Binisalem, Di7, 1998.
- Entre l'afirmació individualista i la desfeta col·lectiva (escriptors i idees a la Mallorca del primer terç del segle XX). Barcelona, Abadía de Montserrat, 2002.

## Premios
- 1990: Premio Bartomeu Oliver de los Premios 31 de diciembre de la Obra Cultural Balear.
- 2006: Premio Miquel dels Sants Oliver de los Premios 31 de diciembre de la Obra Cultural Balear.